# Sean Lennon
Sean Taro Ono Lennon (New York, 9 oktober 1975) is een Amerikaans-Brits muzikant en songwriter. Hij is de zoon van muzikant John Lennon en zijn tweede vrouw, Yoko Ono. Na zijn geboorte werd John huisvader en zorgde hij tot zijn dood in 1980 voor zijn zoon.

## Biografie
Net als zijn halfbroer, Julian Lennon, heeft ook Sean een carrière in de muziek. Zijn eerste stappen waren in samenwerking met Lenny Kravitz, hij werkte mee aan diens album Mama Said (1991), en hij vormde de begeleidingsband IMA voor zijn moeders album Rising (1995). Daarnaast heeft hij ook samengewerkt met het Japanse duo Cibo Matto.
Door zijn contacten met Cibo Matto kwam hij in contact met Adam Yauch van de Beastie Boys, die interesse toonde in Seans muziek. Zijn debuutsoloalbum Into the Sun werd in 1998 uitgebracht op het label van de Beastie Boys, Grand Royal Records. Het kreeg positieve reacties. Nadat Grand Royal Records in 2001 failliet ging heeft Sean een contract getekend bij Capitol Records. Op dat label bracht hij in 2006 zijn tweede plaat Friendly Fire uit. In 2009 componeerde hij de soundtrack voor de film Rosencrantz and Guildenstern Are Undead.
Lennon vormde in 2008 samen met zijn vriendin Charlotte Kemp Muhl het muzikale duo The Ghost of a Saber Tooth Tiger. Het debuutalbum Acoustic Sessions verscheen in november 2010.

## Trivia
Lennon is op dezelfde dag jarig als John Lennon, 9 oktober.

## Discografie

### Solo
- Into The Sun (1998)
- Friendly Fire (2006)
- Rosencrantz And Guildenstern Are Undead (2009)
- Alter Egos (2013)

### The Claypool Lennon Delirium
Samenwerking met Les Claypool
- Monolith of Phobos (2016)
- South of Reality (2019)

### The Ghost of a Saber Tooth Tiger
- Acoustic Sessions (2010)
- La Carotte Bleue (2010)
- Midnight Sun (2014)

### Duet
- Tomorrow Never Came (feat. Lana Del Rey) 2017